# Wiskott-Aldrich-Syndrom-Faktor 3
Das dritte Mitglied der Wiskott-Aldrich-Syndrom-Proteine, kürzer drittes Mitglied der WASP-Proteine, auch WAVE3 genannt, ist ein regulatorisches Protein, das beim Menschen durch 13 Exons im Gen WASF3 auf Chromosom 13 des Menschen codiert ist. Der genaue Locus lautet: 13q12.13.

## Struktur und Funktion
Das Protein verfügt am N-Terminus über eine WHD (WAVE-Homologie)-Domäne, die es den WAVE-Proteinen innerhalb der Familie zuordnet und über die WASF3 aktiviert werden kann. In Richtung des C-Terminus folgen eine basische Region, eine prolinreiche Sequenz und die für die Proteinfamilie typische VCA (Verprolin-Cofilin-Acid=„sauer“)-Domäne. Über diese Domäne kann das Protein an den Arp 2/3-Komplex binden, diesen aktivierten und dadurch die Bildung von Aktinfilamenten verstärken. Damit hat WASF3 regulatorischen Einfluss auf das Aktinzytoskelett über die Arp 2/3-Komplex-gesteuerte Aktinnukleation. So reguliert WAVE3 die Zellform, Mobilität und verschiedene Funktionen der Zelle mit.

## Aktivierung
Das Modell zur Aktivierung von WASF3 gleicht dem von WASF1 und WASF2, da die WHD-Domäne ausschlaggebend ist. Konstitutiv hierbei ist die Bindung von Sra-1 (oder seine Isoform PIR121), Nap-1, Abi-1 oder 2, sowie HSPC300 an die WHD-Domäne. Sra-1 kann spezifisch die aktivierte Form der GTPase Rac erkennen und binden, was wohl unter Einbeziehung der eben genannten Proteine die Aktivierung von WAVE3 zur Folge hat. So verbindet WAVE3 andere regulatorische Proteine mit dem Arp 2/3-Komplex. Mitbestimmend könnten auch die Bindung von SH3-haltigen Motiven an die prolinreiche Region von WASF3 selbst, oder die Bindung von SH3-Domänen aus Abi-Proteinen an Polyprolin-Motive anderer regulatorischer Proteine sein.